# ОШ „Милосав Стиковић” Пријепоље
ОШ „Милосав Стиковић” Пријепоље је матична осморазредна школа, која у свом саставу има и Издвојено одељење осморазредне школе у Ратајској. Школа носи име Милосава Стиковића, једног од народних хероја из Пријепоља.

## Историја
Четворазредна школа у Ратајској отворена је 1946. године, која је после четири године из Ратајске премештена на Коловрат, а и даље је носила назив ОШ „Ратајска”, јер је кућа у којој је радила школа припадала рејону села Ратајска. Захваљујући помоћи Текстилне Фабрике „Љубиша Миодраговић”, 1952. године саграђена је школска зграда монтажног типа, са светлим и пространим учионицама, становима за учитеље, двориштем и вртом. Школу су похађала деца из Ратајске, Коловрата, Сељашнице и доњег дела Чадиња.
Убрзани индустријски развој Коловрата условио је велико насељавање овог места и повећање броја ученика, па се настава за поједина одељења изводила у кући Крповића и у згради Задружног дома. Школске 1960/61. године одељење на Коловрату припојено је ОШ „Владимир Перић Валтер” у Пријепољу. Од школске 1973/74. године ово одељење се осамосталило и наставило да ради као ОШ „Љубиша Миодраговић”.

## Школа данас
Данас, школа са издвојеним одељењем осморазредне школе у Ратајској има 712 ученика распоређених у 34 одељења и 78 упослених радника. Оно што је вредно поменути је мултиетнички састав школе, како радника тако и ученика. Поред деце српске и бошњачке националности, наставу похађају и деца ромске националности.
Школа је учествовала у бројним међународним и националним истраживањима: TIMSS 2011, Зауставимо дигитално насиље, Представе о образовним променама у Србији: Рефлексије о прошлости, визије будућности. ТАЛИС 2013. Међународно истраживање наставе и учења.